# Saint-Félicien (Quebec)
Saint-Félicien é uma cidade localizada na província de Quebec no Canadá.